# Scandale de la viande bovine dans l'armée des États-Unis

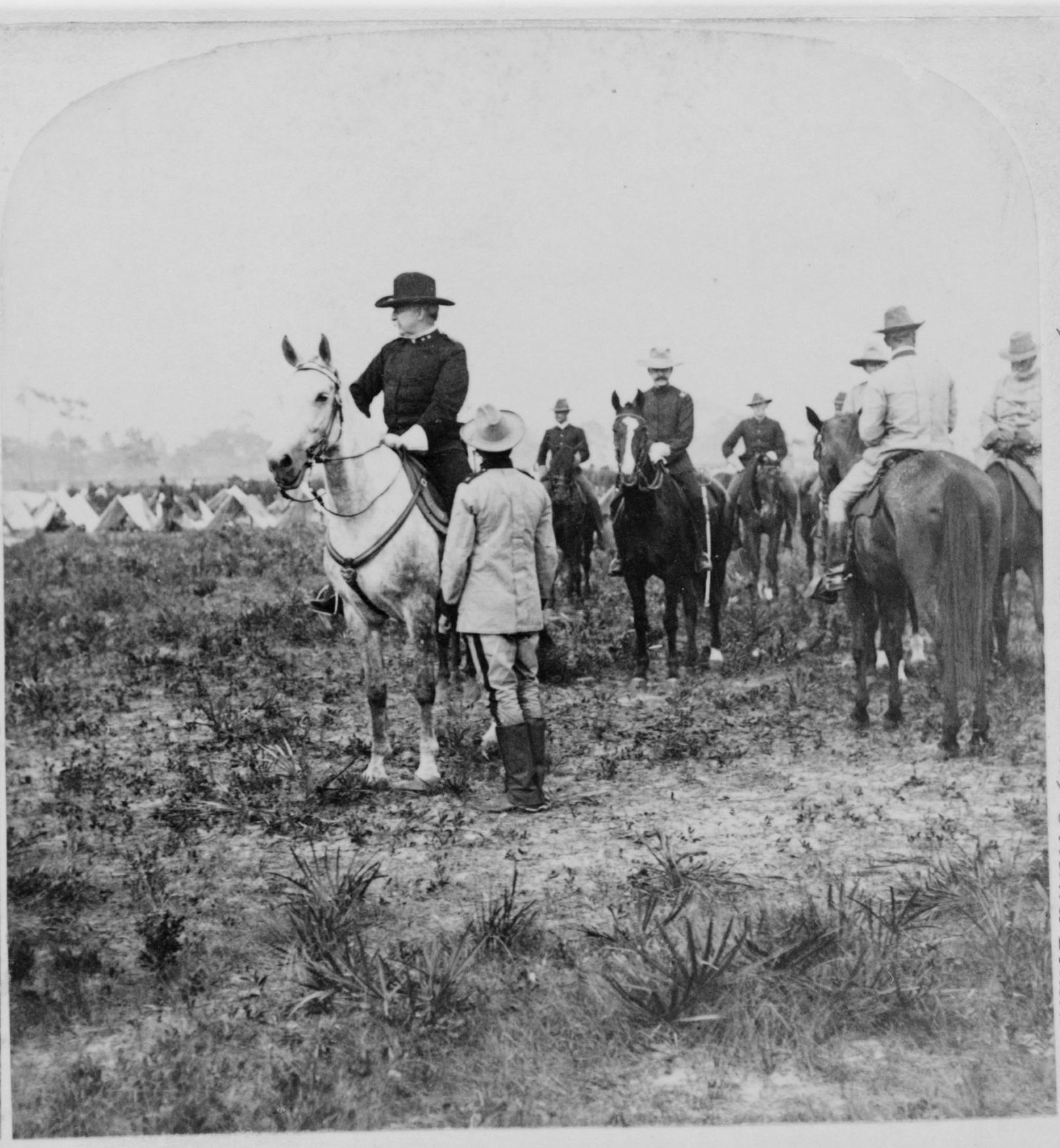
Le général Nelson A. Miles en campagne à Porto Rico, en juillet 1898.

Ce scandale éclate aux États-Unis à la fin 1898, dans les mois qui suivent la guerre hispano-américaine, par la diffusion dans la presse des travaux d'une commission d'enquête sur les problèmes sanitaires survenus pendant la guerre à cause de la qualité de l'alimentation dans l'armée de terre des États-Unis.

## Contexte
Le général Nelson Miles, qui possède une grande expérience dans le ravitaillement de l'armée, a recommandé au secrétaire d'État à la Guerre Russell Alexander Alger d'acheter à Cuba et Porto Rico le bétail nécessaire à l'alimentation des troupes, suivant en cela l'habitude de l'armée de se fournir en viande fraîche. Malgré cet avis, le gouvernement américain a fourni des centaines de tonnes de bœuf surgelé ou en boîte, provenant du continent nord-américain, et de nombreux cas de diarrhée et de dysenterie ont été notés, suscitant de fortes plaintes.

## Divergences et témoignages
Une commission d'enquête est ouverte. Miles commence par refuser de témoigner « dans l'intérêt de l'armée » mais obéit ensuite à l'injonction qui lui est faite de se présenter.
Son témoignage est frappant ; il parle de viande bovine « embaumée » ("embalmed beef") et il fournit à la Cour la lettre d'un officier médecin affirmant que la viande en provenance des États-Unis a été apparemment traitée par injection de produits chimiques pour pallier l'insuffisance de réfrigération. « Elle avait l'air bien, mais avait une odeur semblable à celle d'un corps humain mort lorsque des conservateurs y ont été injectés, et elle avait le goût, après une première cuisson, d'acide borique décomposé »…
En ce qui concerne les conserves, Miles signale qu'au cours de la guerre, il a reçu de nombreuses plaintes concernant leur mauvaise qualité et que ses officiers en ont fourni de nombreuses descriptions : un colonel a affirmé que la viande s'est rapidement putréfiée et que de nombreuses boîtes contenait du bœuf en putréfaction, un major d'infanterie a déclaré que l'apparence du produit était ignoble (nasty) et que son utilisation a donné diarrhée et dysenterie, un autre officier a noté que les conserves étaient nauséabondes, impropres à la consommation et n'auraient pas dû être livrées.
Dans des déclarations publiques rapportées par la presse, Miles affirme que la viande en conserve n'était que le résidu de la fabrication d'extrait de viande (en l'occurrence la pulpe restante de l'extrait de bœuf, sans valeur nutritive), mis en boîte sous l'étiquette « rôti de bœuf ». Comme pour le bœuf « embaumé », il affirme posséder des déclarations écrites sous serment des hommes qui ont assisté au procédé « d'embaumement » où l'on traitait chimiquement la viande pour la préserver.
Avec d'autres officiers, le major général Wesley Merritt, qui a commandé un corps d'armée aux Philippines durant cette guerre, nie avoir eu connaissance de ces problèmes.

## Conséquences
Aucune conclusion officielle n'est émise quant à l'existence, à grande échelle, de ces problèmes mais l'opinion publique a été alertée et ces faits contribuent à la critique croissante du Secrétaire d'État à la Guerre Russell A. Alger, qui démissionne le 1er août, à la demande du président William McKinley.
Ce scandale de la viande ne provoque aucun autre changement immédiat, mais influence ensuite la réforme de l'économat militaire et, peut-être, avec le livre d'Upton Sinclair La Jungle, la création du Pure Food and Drug Act en 1906.

## Source
- (en) Cet article est partiellement ou en totalité issu de l’article de Wikipédia en anglais intitulé « United States Army beef scandal » (voir la liste des auteurs).